# Degithina
Degithina is een geslacht van insecten uit de orde vliesvleugeligen (Hymenoptera) en de familie Ichneumonidae.

## Soorten
- D. actista (Cameron, 1898)
- D. apicalis (Ashmead, 1890)
- D. davidi Cameron, 1901
- D. decepta (Smith, 1876)
- D. exhilarata (Smith, 1876)
- D. hersilia (Cameron, 1898)
- D. huttonii (Kirby, 1881)
- D. melanopus (Cameron, 1901)
- D. sollicitoria (Fabricius, 1775)